# Mario Trevi (chanteur)
Pour les articles homonymes, voir Trevi (homonymie).
Mario Trevi, nom de scène de Agostino Capozzi (Melito di Napoli, 2 novembre 1941), est un chanteur et acteur italien.

## Biographie
Il a passé son enfance dans la pauvreté après la guerre en Italie. À l'âge de dix ans, il a commencé à chanter dans les spectacles du Théâtre de Marionnettes. Il entrait gratuitement parce qu'il était capable d'amuser le public.
Pendant son enfance il a pratiqué plusieurs métiers comme maçon et adjoint dans un magasin de tissus à Naples. Mais il n'a jamais abandonné sa passion de chanter, surtout la passion de son idole Sergio Bruni.
À l'âge de 14 ans, il a commencé à étudier le chant avec Attilio Stafefelli, professeur au Conservatoire San Pietro a Majella de Naples.
En 1960 il a débuté au Festival de Naples, où il participera dix fois jusqu'à 1970.
La chanson plus importante de sa carrière a été Indifferentemente qu'il a chanté avec Mario Abbate en 1963. Elle est devenue une chanson classique, connue par tout le monde, qui a été traduite en plusieurs langues et a été chantée par différents artistes comme Mina, Frank Sinatra et Amii Stewart.

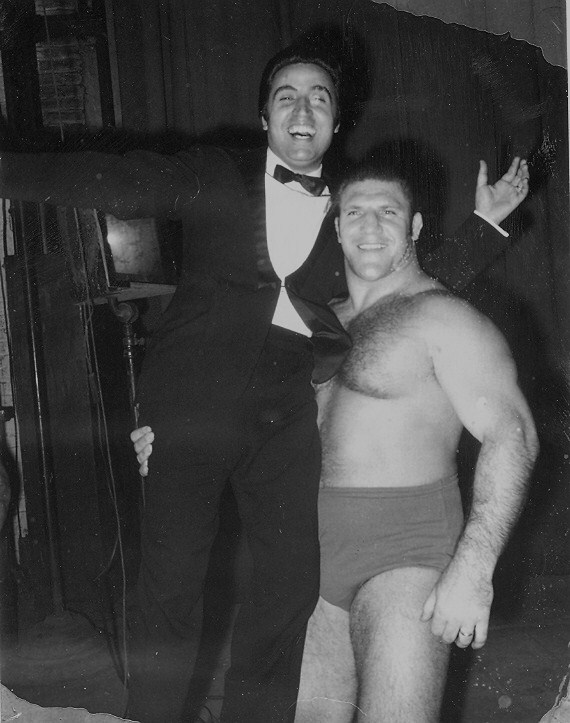
Bruno Sammartino (à droite) portant Mario Trevi.

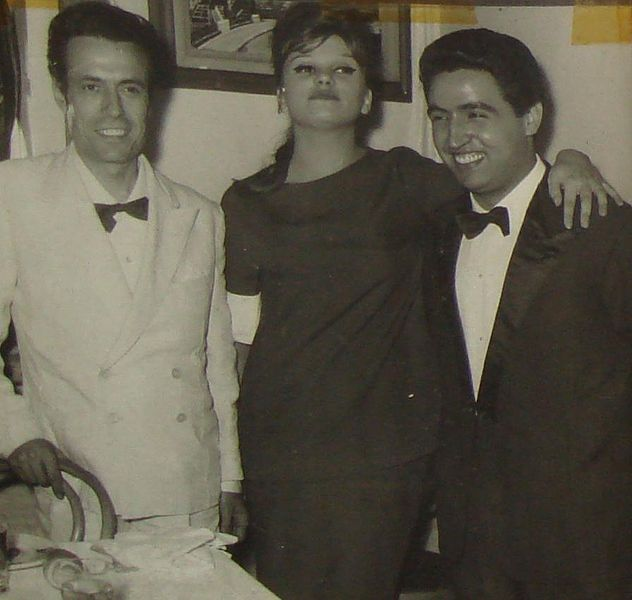
Salvatore Mazzocco - Milva - Mario Trevi (1961)

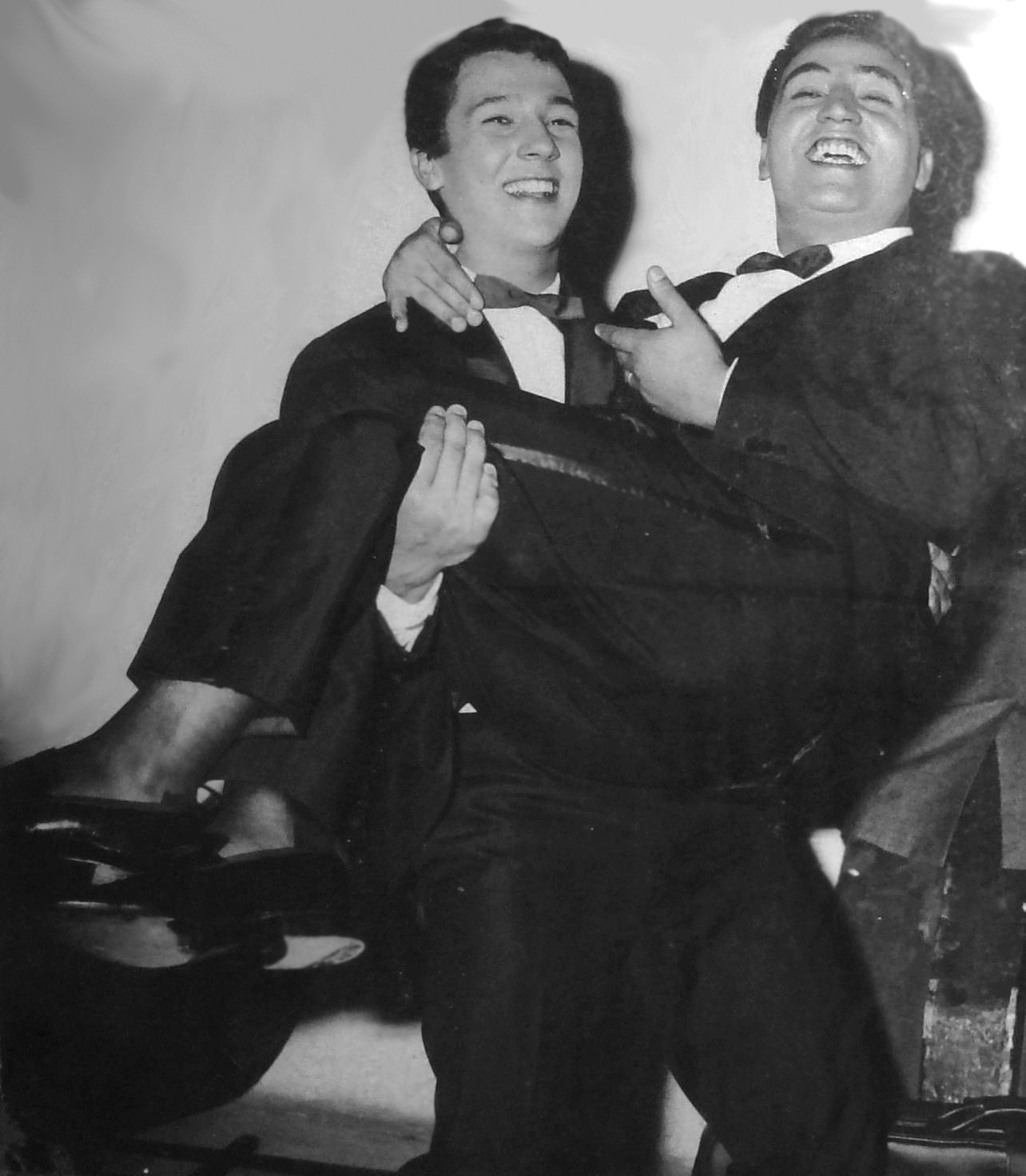
Robertino - Mario Trevi (1964)

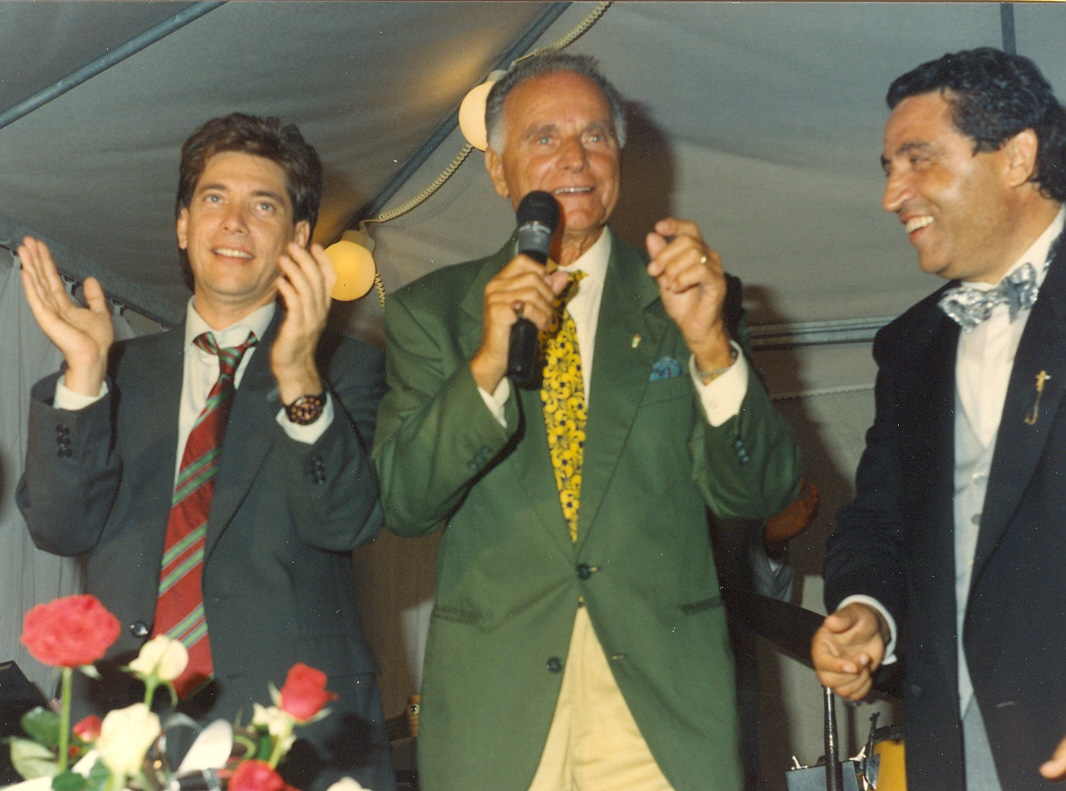
Nino D'Angelo - Alberto Amato - Mario Trevi (1992)

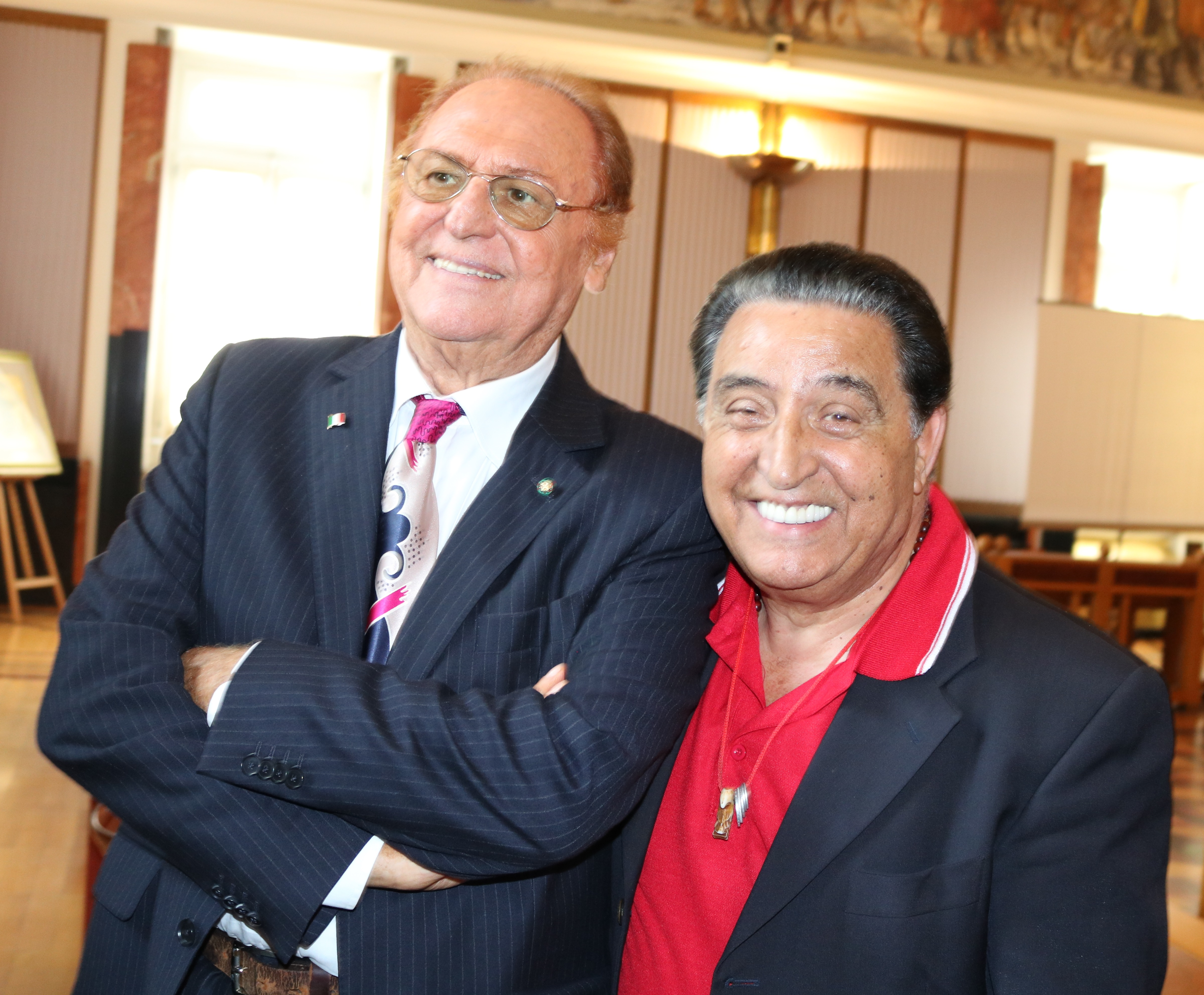
Renzo Arbore, Mario Trevi

De 1973 à 1981 il s'est dédié, avec Mario Merola et Pino Mauro, à la renaissance de la Sceneggiata Napoletana (genre théâtral napolitain). Sa plus connue sceneggiata napoletana est  'A paggella, de 1977, adaptée au cinéma en 1980 par Ninì Grassia, sous le titre La pagella.
Pendant sa carrière il a chanté plus de 800 chansons et a donné des tournées dans plusieurs parties du monde, comme le Canada, Europe et les États-Unis, notamment au Madison Square Garden à New York et à l'Académie de musique à Brooklyn.
Le 26 novembre 2005, il est fait chevalier de l'ordre souverain de Malte.

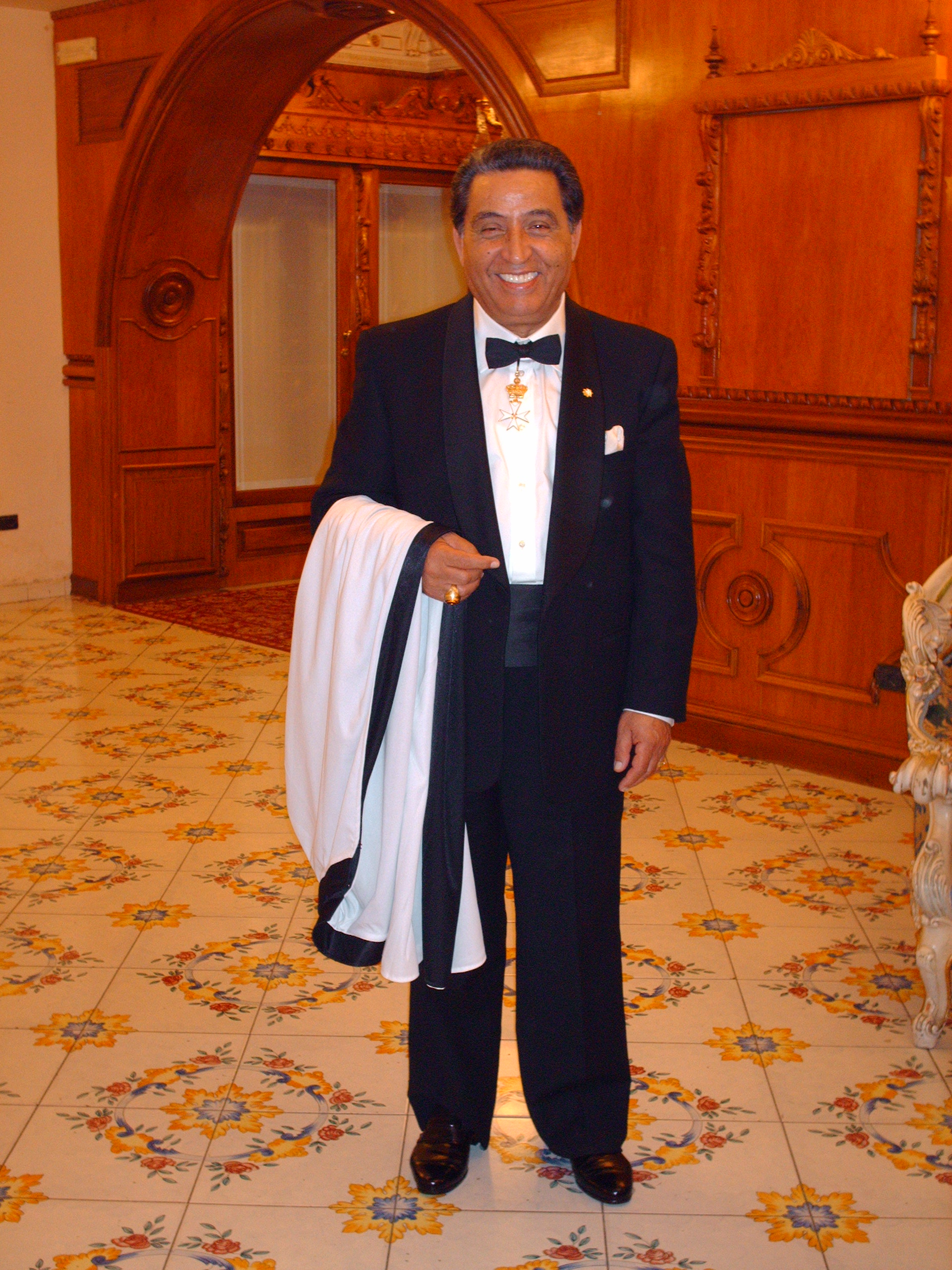
Mario Trevi (2005)

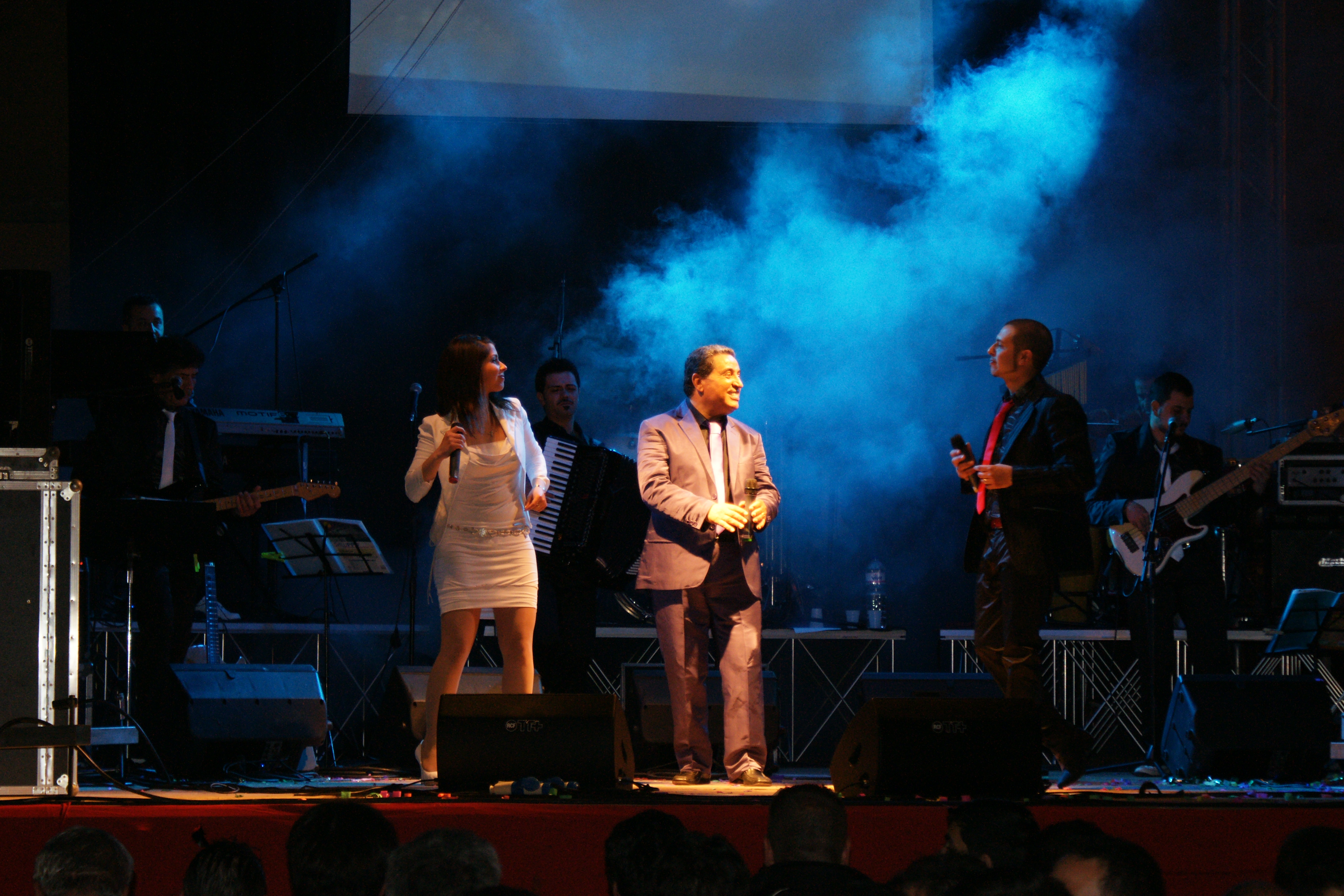
MARIO TREVI Luna Bianca in concerto (Mario Trevi Lune Blanche en concert)

Le 17 avril 2010, il a débuté avec le spectacle Mario Trevi Luna Bianca in concerto (Mario Trevi Lune Blanche en concert), avec une révision de chansons napolitaines classiques et avec renouvellement du rythme et folklore.

## Discographie
- 1961 : Senti Napoli e poi...
- 1961: Naples - Today (London Records)
- 1964: Indifferentemente
- 1964: Mario Trevi con la orquesta de E.Alfieri (Ronde de Venezuela)
- 1965: Canzoni napoletane classiche
- 1966: Canzoni napoletane moderne
- 1970: Mario Trevi & Mirna Doris, Ammore 'e Napule (Fiesta record company)
- 1974: Le disque d’or des Chansons Napolitanes - Mario Trevi (Pickwick Records)
- 1975: Mario Trevi – vol.1
- 1975: Mario Trevi – vol.2
- 1975: Mario Trevi – vol.3
- 1975: Mario Trevi
- 1975: Si me sonno Napule
- 1975: Papà
- 1975:  'Nu telegramma
- 1975: Mario Trevi
- 1976: Mario Trevi recita le sue sceneggiate nel ruolo di 1° attore
- 1976:  'O presepio
- 1977:  'A paggella
- 1977: Senti Napoli e poi... (Sicamericana Sacifi)
- 1978:  'A befana
- 1978: Mario Trevi – 12° volume
- 1979: La sceneggiata napoletana
- 1979:  'E candeline
- 1979: Canzoni di Napoli (Music Hall)
- 1981 : Mario Trevi - 14° volume
- 1982 : Mario Trevi - 15° volume
- 1983 : Mario Trevi - 18° volume
- 1984 : Mario Trevi - 19° volume
- 1985 :  'Nfizzo 'nfizzo
- 1986 : Nun è 'nu tradimento
- 1986 : Ancora io
- 1989 : I miei successi di ieri... cantati oggi
- 1991 : Tu si importante
- 1992 : Cento canzoni da ricordare - vol.1
- 1992 : Cento canzoni da ricordare - vol.2
- 1992 : Cento canzoni da ricordare - vol.3
- 1992 : Cento canzoni da ricordare - vol.4
- 1994 : Cento canzoni da ricordare - vol.5
- 1994 : Cento canzoni da ricordare - vol.6
- 1994 : Carezze d'autore
- 1995 : ...Pecché te voglio bene
- 1995 : ...Niente - Trevi canta Daniele
- 1996 : Nustalgia
- 2008 : Il capitano e il marinaio
- 2011 : Napoli Turbo Folk

## Festival
- 1958- Nuvole d'ammore (Sacchi-Acampora)
- 1959- Viento (Zanfragna-Benedetto)[2]
- 1959- 'O tramonto 'e ll'ammore (Fiorini-Genta)[3]
- 1959- Si ce lassammo (Ruocco-De Mura)[4]
- 1959- Feneste e fenestelle (D'Alessio-Ruocco)[5]
- 1959- 'Nnammuratella 'e maggio (De Gregorio-Acampora)[6]
- 1960- O sfaticato (Riccardi-Acampora)[7]
- 1960- L'urdime parole (Iervolino-Pennella-Acampora)
- 1960- L'urdema nustalgia (Pereila-Acampora-La Commara-Fiorelli)[8]
- 1960- Canzone all'antica (S.Gaetani - A.Minervini)[9]
- 1961- E' desiderio (Barrucci-Sasso-Esposito)[10]
- 1961- Mare Verde (G.Marotta - S.Mazzocco)[11]
- 1961- É napulitana (M. Di Luito - G.Cioffi)[12]
- 1961- Cunto 'e Lampare (L.Bonagura - Recca)[13]
- 1961- Settembre Cu Me (R.Fiore - A.Vian)[14]
- 1962- Mandulinata blu (U.Martucci - S.Mazzocco)[15]
- 1962- Era Settembre (L.Cioffi - Gaiano)[16]
- 1962- Brigantella (Mennillo - Di Paola - Fanciulli)[17]
- 1963- Indifferentemente (U.Martucci - S.Mazzocco)[18]
- 1963- Catena d'Ammore (U.Martucci - S.Mazzocco)[19]
- 1964- Me Parlano e Te (S.Palomba - A.Vian)[20]
- 1964- Sole 'e Luglio (De Gregorio - Scuotto - Acampora)[21]
- 1965- É frennesia! (G.Pisano - F.Albano)[22]
- 1965- Niente Cchiù (C.Della Gatta - E.Alfieri)[23]
- 1966- Che chiagne a ffà! (Annona - Acampora - Donadio)[24]
- 1966- Rose d'o Mese e Maggio (Ippolito - S.Mazzocco)[25]
- 1966- Tutti vanno via (T.Cucchiara)[26]
- 1967- Casarella 'e Piscatore (L.Cioffi - Marigliano - Buonafede)[27]
- 1967- Biancaneve(Annona - Acampora - Manetta)[28]
- 1968- Lacrema (S.Palomba - E.Alfieri)[29]
- 1968- Comme a 'nu Sciummo (Barrucci - Gregoretti - C.Esposito)[30]
- 1969- Cara Busciarda (Fiore - Festa)[31]
- 1969- L'ultima sera (Barile - Pisano)[32]
- 1970- Ricorde 'e 'Nnammurato (Annona - Campassi)[33]
- 1970- Malacatena (Fiore - Festa - T.Iglio)[34]
- 1970- Sulitario (Di Domenico - Marigliano)[35]
- 1981-  'O tesoro (Langella - T.Iglio)[36]

## Filmographie
- 1980 – La pagella de Ninì Grassia
- 2025 - Indiffentemente... Mario Trevi de Salvatore Architravo[37],[38],[39],[40],[41]

## Théâtre
- Cunfiette 'e sposa (1969)
- Sulitario (1970)
- 'O carabiniere (1972)
- 'A mano nera (1973)
- 'O cammurrista (1973)
- Cella 17 (1974)
- 'O mariuolo (1975)
- 'O fuggiasco (1975)
- 'O rre d’è magliare (1976)
- 'Nu telegramma (1976)
- 'O presepio (1976)
- 'O professore (1977)
- 'A paggella (1977)
- 'A Befana (1978)
- 'O metronotte (1979)
- 'O diario  (1979)
- Papà (1980)
- Astrignete 'a 'mme (1980)
- 'O tesoro  (1981)
- 'O carabiniere (1981)